# Grafschaft Mark

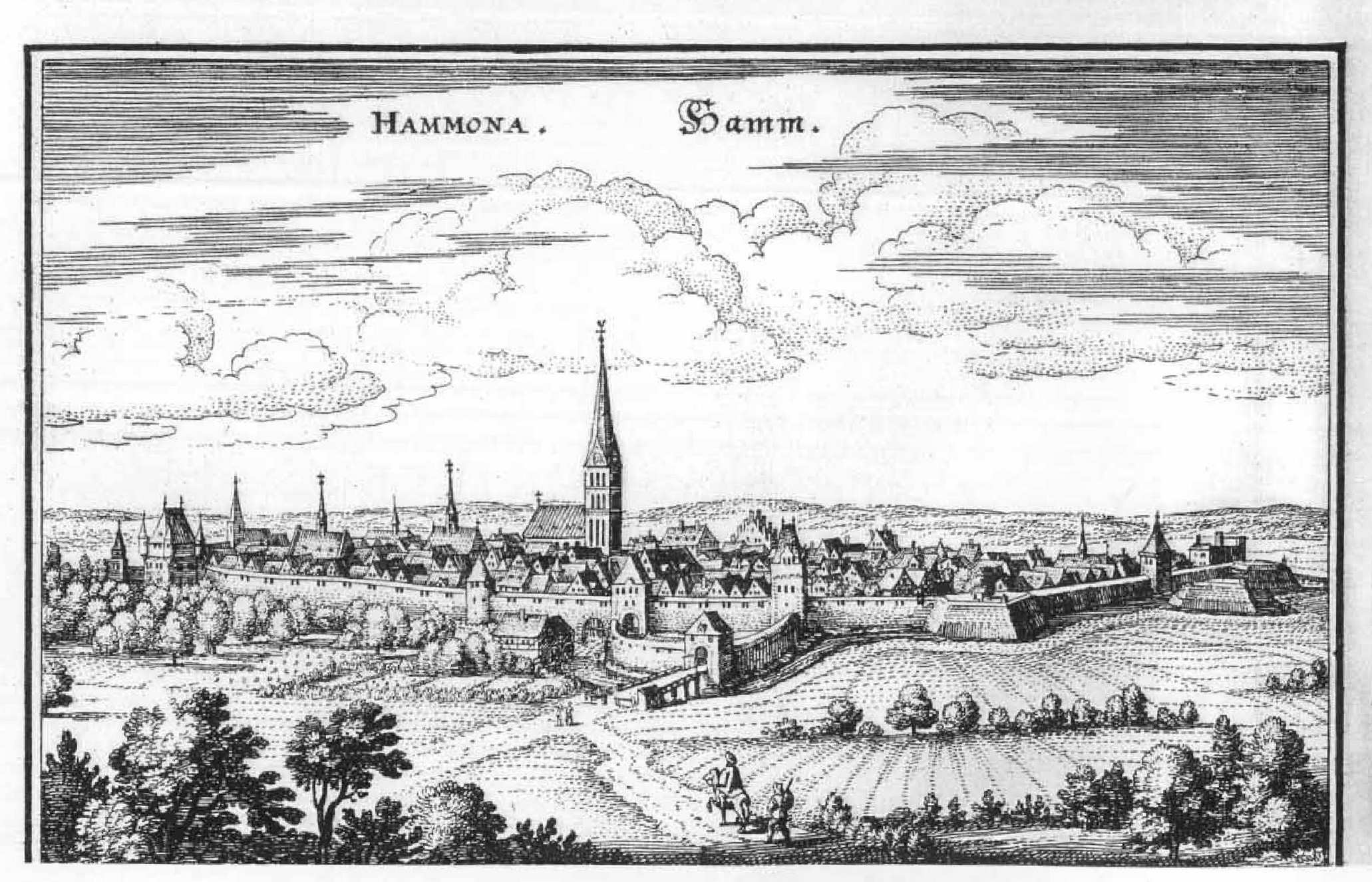
Märkische Residenz- und Hauptstadt Hamm, Merianstich von 1647. Ansicht der befestigten Stadt von Norden her über die Lippe hinweg.

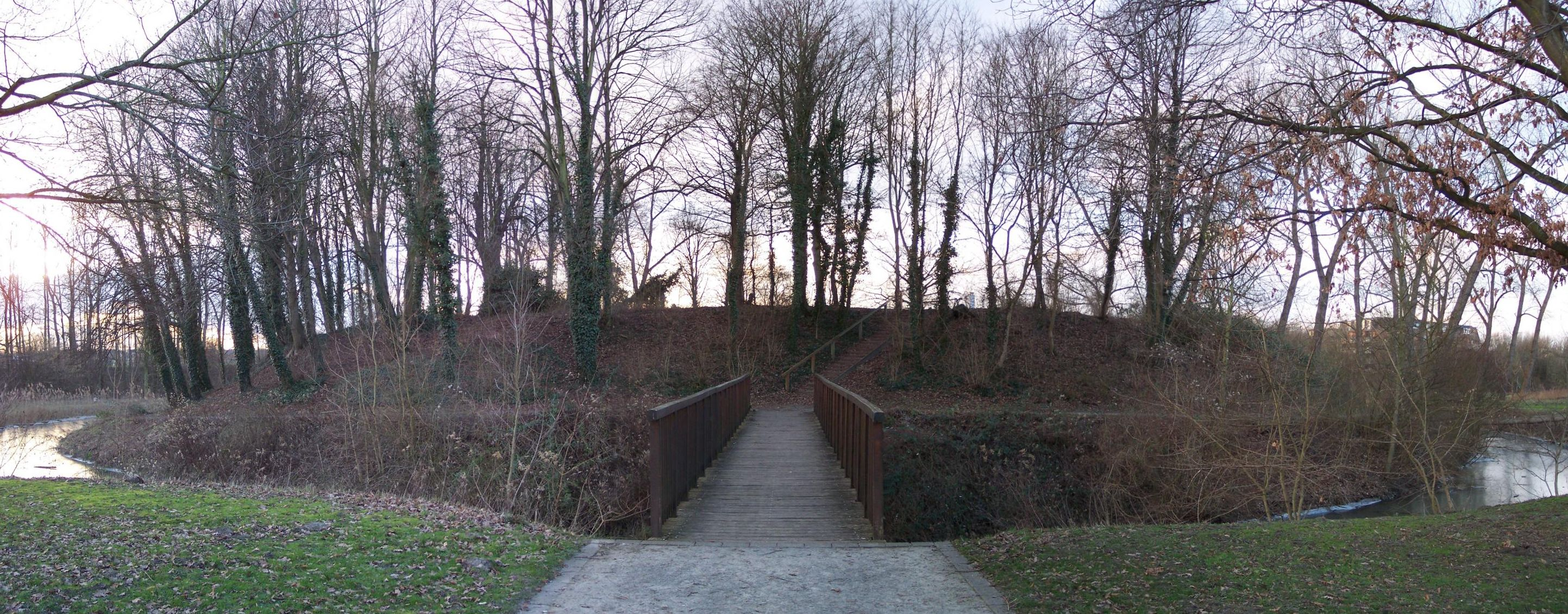
Bodendenkmal Burg Mark in Hamm. Stammsitz und Residenz des Hauses Von der Mark.

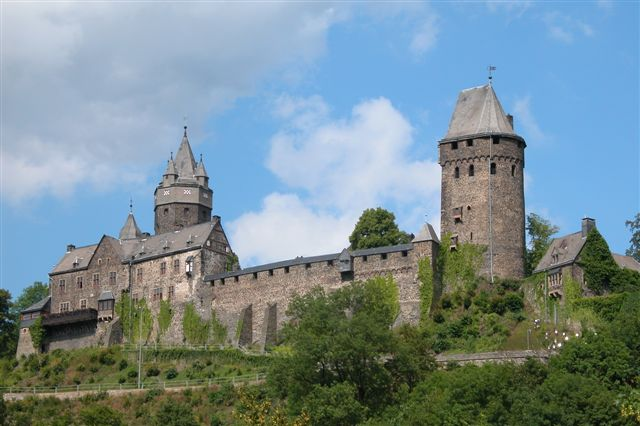
Residenzburg Altena

Die Grafschaft Mark (regional auch „die Mark“ genannt) war ein Territorium des Heiligen Römischen Reiches deutscher Nation im Niederrheinisch-Westfälischen Reichskreis. Sie gehörte ab dem 17. Jahrhundert zu Brandenburg-Preußen.
Die Grafschaft erstreckte sich zu beiden Seiten der Ruhr entlang von Volme und Lenne, zwischen dem Vest Recklinghausen, der Reichsstadt Dortmund, dem Hochstift Münster, der Grafschaft Limburg, den Herzogtümern Westfalen und Berg, der Grafschaft Gimborn, der Reichsabtei Werden und dem Reichsstift Essen.
Die Grafen von der Mark zählten im Hochmittelalter zu den mächtigsten und einflussreichsten westfälischen Regenten im Heiligen Römischen Reich. Ihr Name geht auf ihre Residenz Burg Mark bei dem heute zur Stadt Hamm gehörenden Dorf Mark zurück. Er lebt heute weiter im Namen des Märkischen Kreises und in der geographischen Bezeichnung Märkisches Sauerland.

## Geographie
Die Grafschaft Mark umfasste eine Fläche von ungefähr 3000 km² und erstreckte sich sowohl in Nord-Süd-Richtung zwischen Lippe und Agger wie in West-Ost-Richtung zwischen Gelsenkirchen und Bad Sassendorf über ungefähr 75 km.
Die in Ost-West-Richtung fließende Ruhr trennt das Gebiet der Grafschaft in zwei landschaftlich sehr unterschiedliche Bereiche, die nördliche, fruchtbare Tiefebene der Hellwegbörden und das südliche, raue Mittelgebirge des Sauerlandes.
In Süd-Nord-Richtung wird der südliche Teil der Grafschaft von der Lenne durchquert. Im Bereich der unteren Lenne befand sich bis 1808 die nach 1243 entstandene Grafschaft Limburg, die ein Lehen der Grafen von Berg war.
Stammsitz der Grafen von der Mark war seit den 1220er Jahren die Burg Mark bei Hamm, welche ihnen auch den Namen gab. Zuvor hatten sie als Grafen von Altena ihren Hauptsitz auf der Burg Altena im Sauerland.

## Städte
Die Grafen von der Mark und ihre späteren Rechtsnachfolger begründeten verschiedentlich Siedlungen oder statteten diese mit Stadtrechten aus. Die älteste dieser Gründungen ist die märkische Residenzstadt Hamm, die am Aschermittwoch 1226 als Planstadt gegründet wurde und einen wichtigen Übergang über die Lippe an der Grenze zum Hochstift Münster schützte.
Das Hammer Stadtrecht ist von dem nur unwesentlich älteren Lippstädter Stadtrecht übernommen. Das Hammer Recht wurde von den Grafen des Geschlechts derer von der Mark bei allen weiteren Verleihungen des Stadtrechts bis zu ihrem Aussterben im Mannesstamm 1609 als Vorbild genommen. In Hamm sowie in Iserlohn und Unna wurden auch Münzen geprägt.
Eine Sonderrolle unter den märkischen Städten nahm die Stadt Soest ein. Sie ist die älteste Stadt im Territorium der Grafschaft Mark und erhielt bei ihrem Übergang an die Grafschaft nach der Soester Fehde 1444–1449 einen Sonderstatus, der ihr weitgehende Freiheiten gewährte bzw. die alten Freiheiten, die sie im Herzogtum Westfalen genossen hatte, erhielt.
Die zweitälteste Stadt der Grafschaft, welche ihr jedoch nur teilweise zugeordnet werden kann, ist das Kondominium Lippstadt. Erstmals erlangten die Grafen von der Mark einen Teil der Herrschaftsrechte 1376 im Rahmen von Erbstreitigkeiten der Edelherren zur Lippe (Gründergeschlecht von Lippstadt) mit den Tecklenburger Grafen, bei denen sie als Vermittler zwischen den Fehdeparteien auftraten. Mit dem Übergang der Grafschaft an die Markgrafen von Brandenburg 1609 und endgültig 1666 vereinnahmten die neuen Herren Lippstadt als Festungsstadt für Brandenburg-Preußen.

### Stadtrechtsverleihungen durch die Grafen von der Mark bis 1609
- Hamm (Siedlungsgründung und Stadtrechte seit Aschermittwoch 1226)
- Iserlohn (vermutlich 1237 Stadtrechte, ab 1240 Münzprägung)
- Lüdenscheid (Stadtwerdung 1268, Erwähnung als Oppidum erst 1278)
- Lünen (1279 Erwähnung als Oppidum, märkisches Stadtrecht 1341)
- Kamen (ältestes Stadtsiegel 1284, Bestätigung der Stadtrechte 1346)
- Unna (Stadtrecht seit 1288 nach der Schlacht von Worringen)
- Bergneustadt (Planstadt errichtet ab dem 13. Mai 1301)
- Holten (Stadtrecht seit 1310)
- Bochum (Erweiterte Marktrechte 1321, gilt als Stadtwerdung)
- Hörde (Stadtrechte seit 1340)
- Neuenrade (Stadtrechte seit dem 7. Juli 1355)
- Hattingen (Stadtbefestigung im Jahr 1396 gilt als Stadtwerdung)
- Breckerfeld (Stadtrecht seit 1396)
- Schwerte (1397 volles Stadtrecht)
- Plettenberg (Stadtrecht seit 1397)
- Schwelm (Stadtrecht seit 1496 bzw. 1590)

### Freiheiten
- Volmarstein (Freiheit ab 1342)
- Wetter (Freiheit ab 1355)
- Blankenstein (Freiheit 1355 bestätigt)
- Altena (Freiheit ab 20. Dezember 1367)
- Westhofen (Freiheit ab dem 14. Jh.)
- Wattenscheid (Freiheit ab 1417)
- Castrop (Freiheit ab 1470)

### Stadtwerdungen ab 1609 bis zur Gründung der Provinz Westfalen
- Hagen (3. September 1746)

## Geschichte

### Grafschaft Mark (1180–1391)

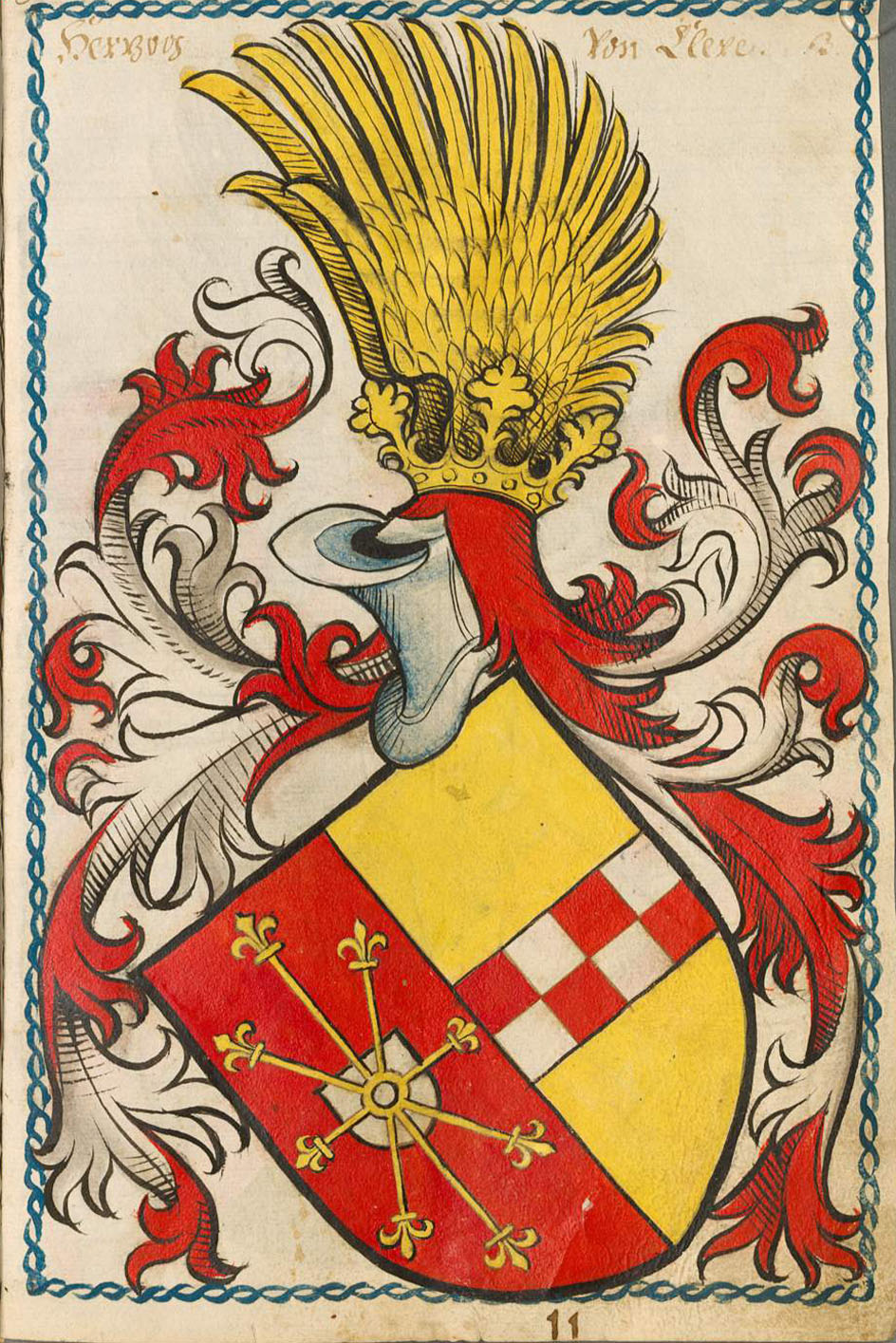
Wappen der in märkischer Hand vereinigten Grafschaften Kleve und Mark, später des Herzogtums Kleve und der Grafschaft Mark. Darstellung aus dem Scheiblerschen Wappenbuch 1450–1480.

In den Jahren 1160/61 spalteten sich die Grafen von Altena von den Grafen von Berg ab. Die so entstandene Grafschaft Altena wurde ab 1180 in einer erneuten Erbteilung zwischen den Söhnen des Grafen von Altena aufgeteilt. Der jüngere Sohn Adolf erhielt um 1198 die Besitzung um den Oberhof Mark bei Hamm. Diese war um 1170 von dem Edelherrn von Rüdenberg, Rabodo von der Mark, an den Kölner Erzbischof Philipp von Heinsberg veräußert und an Rabodo zurückbelehnt worden und war danach entweder im Wege des Verkaufs von Rabodos Lehnsrecht oder durch Neubelehnung nach Rabodos Tod an Adolfs Vater Friedrich von Berg-Altena gelangt. Adolfs Vater errichtete 1198/1199, kurz vor seinem Tod, zugunsten seines neugeborenen Sohnes auf dem zum Oberhof Mark gehörenden Burghügel die Burg Mark. Adolf verlegte seinen Hauptsitz dorthin, und er, wie auch das von ihm abstammende Geschlecht, nannte sich fortan „von der Mark“.
In der Schlacht von Worringen 1288 kämpfte Graf Eberhard I. von der Mark auf der Seite Brabants und seines Verwandten, des Grafen von Berg. Eberhard bezog somit Stellung gegen seinen Lehnsherrn, den Erzbischof von Köln, in dessen Funktion als Herzog von Westfalen. Da Brabant mit seinen Verbündeten siegreich war, konnte die Grafschaft Mark in der Folgezeit die Vormachtstellung im südlichen Westfalen erlangen und wurde politisch von Köln unabhängig.
Engelbert III. von der Mark erwarb 1359 von den Grafen von Sayn die Lehnsherrschaft über Bilstein und Fredeburg. 1363 starb die Linie der Herren von Bilstein aus; die Herrschaft wurde von Engelbert eingezogen und verblieb bis zum Ende der Soester Fehde in der Hand der Grafen von der Mark. Mit dem Friedensschluss gelangten Bilstein und Fredeburg an Kurköln.
1388 und 1389 beteiligte sich Engelbert an der Großen Dortmunder Fehde; sein Hauptbündnispartner war der Kölner Erzbischof Friedrich III. von Saarwerden. Die Fehde endete mit einem Friedensschluss unter Vermittlung Soests. Dortmund zahlte je 7000 Gulden an Mark und Kurköln; die „freiwillige“ Zahlung, die auf Druck Soests zustande kam, wurde jedoch nicht im Friedensschluss festgehalten. Militärisch hatten weder Mark und das Erzbistum Köln noch die Stadt Dortmund die Oberhand gewonnen. Dortmund erlitt jedoch erheblichen wirtschaftlichen Schaden und war daher zu diesem Kompromissfrieden gezwungen.
Engelbert befand sich fast während seiner gesamten Regierungszeit im Krieg mit dem Erzstift Köln und anderen Herren in Westfalen. Er starb 1391 an der Pest.

### Kleve-Mark (1391–1521)
Adolf III. von der Mark, der Sohn Adolfs II. von der Mark und Margaretes von Kleve, erwarb 1368 die Grafschaft Kleve. Nach dem Tod seines älteren Bruders Engelbert III. von der Mark, der ohne männliche Nachkommen 1391 starb, trat er dessen Nachfolge als Graf von der Mark an, und beide Grafschaften wurden erstmals in Personalunion vereinigt. 1417 wurde die Grafschaft Kleve zum Herzogtum erhoben und die Herrscher nannten sich nun Herzöge von Kleve und von der Mark. Beide Territorien gehörten später zum Niederrheinisch-Westfälischen Reichskreis. 
Adolf II./IV. konnte 1404 die rechtsrheinischen Klever Besitzungen um Wesel und Dinslaken von seinem Onkel Dietrich I. von der Mark für die Hauptlinie zurückerwerben. Ab 1409 musste er sich der Ansprüche seines Bruders Gerhard erwehren, der die Grafschaft Mark für sich beanspruchte und sich mit Dietrich II. von Moers, dem Erzbischof von Köln, verbündet hatte. Zu offenen Kämpfen kam es ab 1423. 1430 wurde ein vorläufiger Friedensschluss erzielt, der 1437 in einen dauerhaften Frieden umgewandelt wurde: Adolf überließ seinem Bruder zwar fast die gesamte Grafschaft Mark auf Lebenszeit, behielt sich selbst aber eine Oberherrschaft und den märkischen Grafentitel vor. 
Als Folge der Soester Fehde (1444–1449) gelangte die Stadt Soest mit der Soester Börde unter die Herrschaft von Herzog Johann I. von Kleve und Mark und damit in enge Verbindung zur Grafschaft Mark. Das Verhältnis der Stadt Soest zu ihren neuen Herren war von sehr weitgehender Selbstverwaltung geprägt.

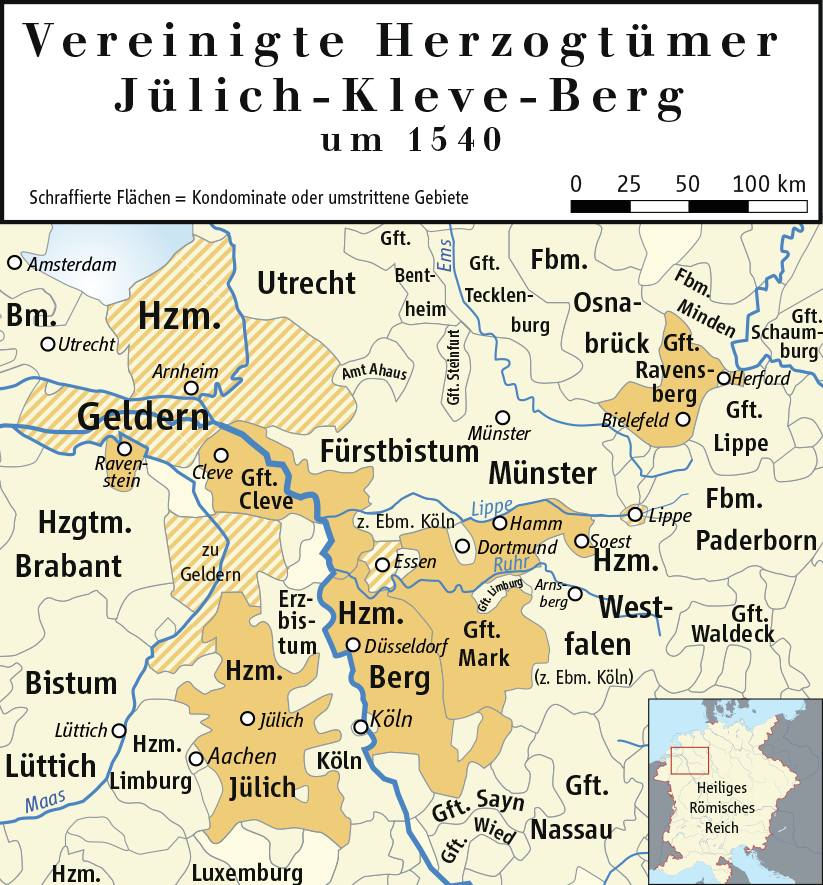
Die Vereinigten Herzogtümer mit der Grafschaft Mark, dem Kondominat Lippstadt (Lippe) und dem Herzogtum Geldern sowie der Grafschaft Zutphen, die von 1538 bis 1543 Teile der Vereinigten Herzogtümer waren, sowie der Vogtei des Stiftes Essen um 1540

Das älteste Schatzbuch Schatboik in Mark aus dem Jahre 1486 wird heute im Staatsarchiv Münster aufbewahrt. Die an Herzog Johann II. zu zahlende allgemeine Landsteuer wurde auf den Landtagen zu Wickede am 24. April und 4. Mai 1486 beschlossen. Weitere Steuerlisten zur Erhebung der Türkensteuer stammen aus den Jahren 1542 und 1598.

### Vereinigte Herzogtümer Jülich-Kleve-Berg (1521–1609) und Brandenburg-Preußen (1609–1807)

Einwohnerstatistik der Grafschaft Mark, 1787

Im Jahre 1521 starb Johann II. von Kleve-Mark, und sein Sohn Johann, seit 1511 Herzog von Jülich-Berg, trat auch die Nachfolge in Kleve-Mark an. Er bildete damit die Vereinigten Herzogtümer Jülich, Kleve und Berg, wodurch er zum mächtigsten Fürsten im deutschen Westen wurde.
Im Jahre 1609 starb das Herrschergeschlecht des Hauses Mark im Mannesstamm aus, und die Grafschaft Mark gelangte bei der Teilung der Herzogtümer Jülich-Kleve-Berg zusammen mit dem Herzogtum Kleve und der Grafschaft Ravensberg zunächst provisorisch und 1666 beim Erbvergleich dann definitiv an den Kurfürsten und Markgrafen von Brandenburg (Jülich-Klevischer Erbfolgestreit). 
Die Reformation wurde in Jülich-Kleve-Berg, anders als in den meisten Gebieten des Reichs, nicht zentral nach dem Territorialprinzip durchgesetzt. Dadurch hatten lokale Autoritäten großen Entscheidungsspielraum; vielerorts fanden kaum merkliche Übergänge statt. Im 16. Jahrhundert setzte sich in der Grafschaft Mark das Luthertum stark durch, im 17. Jahrhundert wechselten mehrere Pfarreien zum Calvinismus. Die Bochumer Pfarrei und zwei weitere Pfarrer waren zu dieser Zeit noch katholisch.
In der Grafschaft existierten insbesondere seit der preußischen Zeit, nicht zuletzt auch gefördert durch eine merkantilistische Wirtschaftspolitik, verschiedene überregional bedeutsame vorindustrielle Verdichtungszonen. Dazu zählten die Drahtherstellung im Raum Altena und die Herstellung von Sensen an der Enneperstraße. Vor diesem Hintergrund wurde auch der Steinkohlebergbau gefördert.
Im Jahre 1753 kam es zu einer grundsätzlichen Neuordnung der zivilen Lokalverwaltung; es wurden nun getrennte Verwaltungs- und Gerichtsbezirke eingerichtet. Die Grafschaft Mark bestand fortan aus vier „Landrätlichen Kreisen“ (Altena, Hamm, Hörde und Wetter) und zwei „Steuerrätlichen Kreisen“ (Städte-Kreis nordwärts der Ruhr und Städte-Kreis südwärts der Ruhr) sowie aus sechs Landgerichtsbezirken (Altena, Bochum, Hagen, Hamm, Lüdenscheid und Unna).

### Großherzogtum Berg (1807–1813)
Infolge des Vierten Koalitionskriegs wurde die Grafschaft 1807 im Frieden von Tilsit von Preußen an Frankreich abgetreten. Napoleon verband durch ein Dekret vom 1. März 1808 die Grafschaft Mark sowie weitere Gebiete mit dem im Zusammenhang der Gründung des Rheinbundes 1806 entstandenen Großherzogtum Berg. Mit der Einführung französischer Verwaltungsstrukturen im Großherzogtum wurde die Grafschaft Mark dem Ruhrdepartement zugeordnet.
Mit Napoleon Bonapartes Niederlagen in Russland und bei der Völkerschlacht bei Leipzig sowie Napoleons erster Abdankung endete die großherzogliche Herrschaft. Als zuvor preußischer Besitz fiel die Grafschaft Mark schon Ende 1813 an Preußen zurück. Der märkische Besitz Preußens wurde in der Schlussakte des Wiener Kongresses (1815) bestätigt.

### Preußen (1813–1918)
Am 30. April 1815 wurde die Grafschaft Mark in die preußische Verwaltungsreform einbezogen; der Regierungssitz wurde trotz ursprünglich anderer Entscheidung von Hamm nach Arnsberg verlegt, so dass die Grafschaft ein Teil des neugeschaffenen Regierungsbezirks Arnsberg wurde, der auch das ehemals kurkölnische Herzogtum Westfalen umfasste und den südlichen Teil der preußischen Provinz Westfalen bildete. Kurz darauf wurde die Verwaltung durch die neugebildeten Kreise ergänzt. Der Name der Grafschaft Mark blieb als regionale Landschaftsbezeichnung erhalten; zudem wurde der Titel Graf von der Mark bis 1918 vom preußischen König bzw. Deutschen Kaiser geführt.

## Verwaltungsgliederung

### Bis 1753
Bis 1753 gab es folgende Verwaltungsbezirke:
1. Amt Altena
2. Amt Blankenstein[10]
3. Amt Bochum[11]
4. Amt Camen
5. Amt Hamm
6. Amt Hörde
7. Amt Iserlohn
8. Amt Lünen
9. Amt Neuenrade
10. Amt Neustadt[12] (ab 1631 selbständige Herrschaft Gimborn-Neustadt, heute Bergneustadt)
11. Amt Plettenberg
12. Amt Schwerte
13. Stadt Soest mit Soester Börde (in einer Sonderstellung)
14. Amt Unna
15. Amt Wetter

### Von 1753 bis 1808
Im Jahr 1753 wurde im Wege einer Verwaltungsreform in der Grafschaft Mark die Kreisverfassung eingeführt. Die Grafschaft wurde in vier Kreise eingeteilt. Diese waren
- der Hammische Kreis
- der Hoerdische Kreis
- der Altenaische Kreis
- der Wettersche Kreis[13]

### Ab 1815
Das Gebiet der Grafschaft Mark umfasste die Kreise Altena, Bochum, Dortmund, Hagen, Hamm, Iserlohn (teilweise) und Soest (teilweise). Damit war die Grafschaft als Verwaltungseinheit endgültig nicht mehr existent.
Heute entspricht dieses Gebiet in seiner Gesamtheit ungefähr dem Ennepe-Ruhr-Kreis, dem Märkischen Kreis, Teilen des Kreises Soest und des Kreises Unna, den kreisfreien Städten Bochum, Hagen und Herne sowie großen Teilen von Dortmund, der Südhälfte von Gelsenkirchen bis zur Emscher, kleineren Teilen von Essen und den südlich der Lippe liegenden Stadtbezirken von Hamm.

## Herrscher
Die ersten Herrscher entstammten der Seitenlinie Berg-Altena des Hauses Berg. Berg erlosch 1225 im Mannesstamm; das Erbe ging an die Erbtochter und damit an das Haus Limburg. Das verbliebene Haus Berg-Altena teilte sich 1180 in die Linien Altena-Isenberg und Altena-Mark. Aus der Linie Altena-Mark erwuchs das Haus Mark, das bis zum Jahr 1609 die Grafschaft Mark innehatte. 1609 erlosch das Haus Mark, nachdem der letzte Herzog von Jülich, Kleve und Berg, Graf von der Mark und zu Ravensberg, Herr zu Ravenstein, kinderlos und geisteskrank verstorben war.
Das Erbe in der Grafschaft Mark traten die Markgrafen von Brandenburg aus dem Haus Hohenzollern 1609 zunächst gemeinsam mit dem Haus Pfalz-Neuburg an; das Kondominat der erbberechtigten Fürsten endete jedoch schon bald mit dem Jülich-Klevischen Erbfolgestreit in einer De-facto-Erbteilung, die 1666 endgültig bestätigt wurde. Die Grafschaft löste sich nach den Koalitionskriegen als Verwaltungseinheit endgültig im preußischen Gesamtstaat auf; der Titel des Grafen von der Mark wurde jedoch erst mit der Abdankung Kaiser Wilhelms II. aufgehoben.

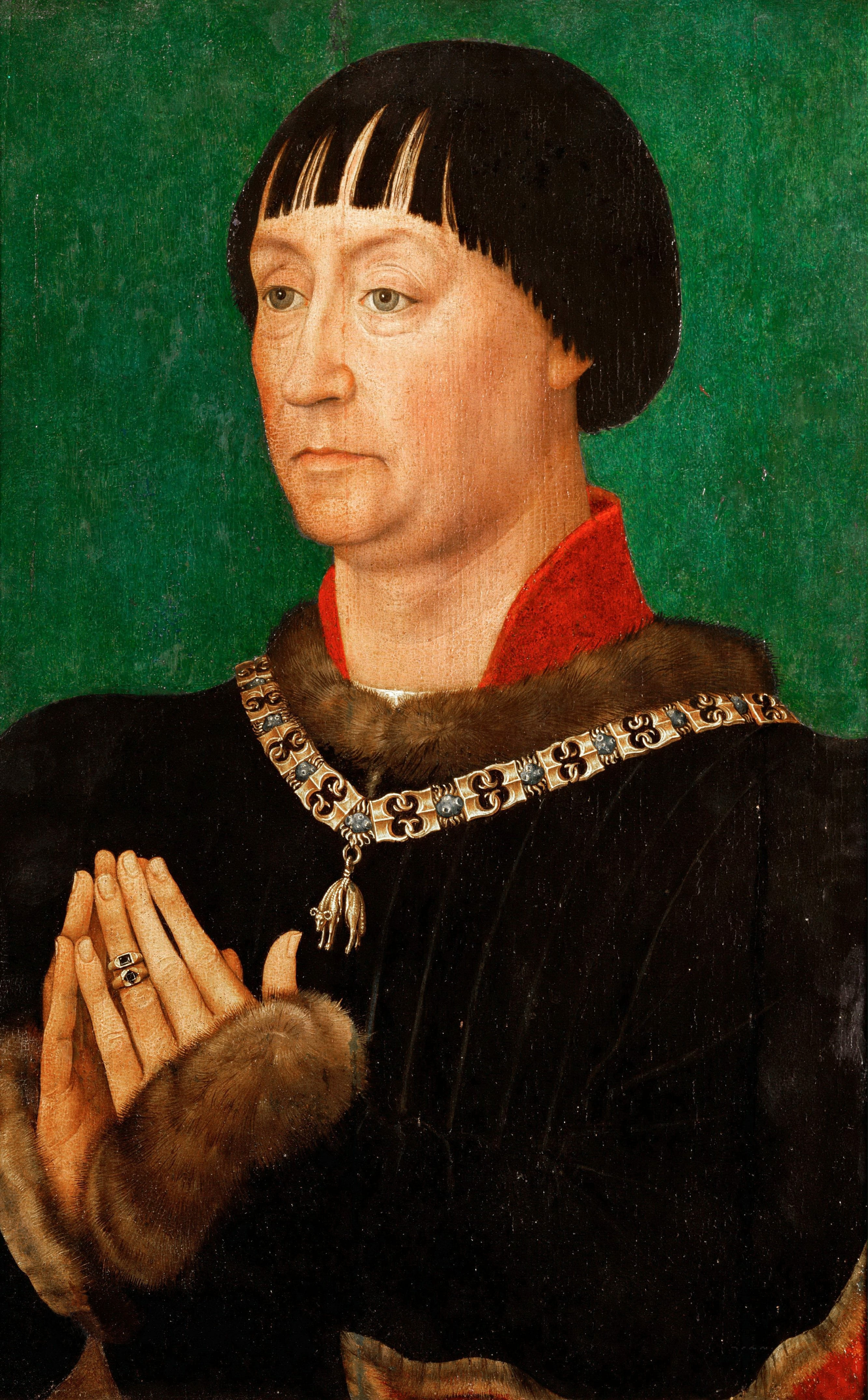
Johann I. von Kleve-Mark

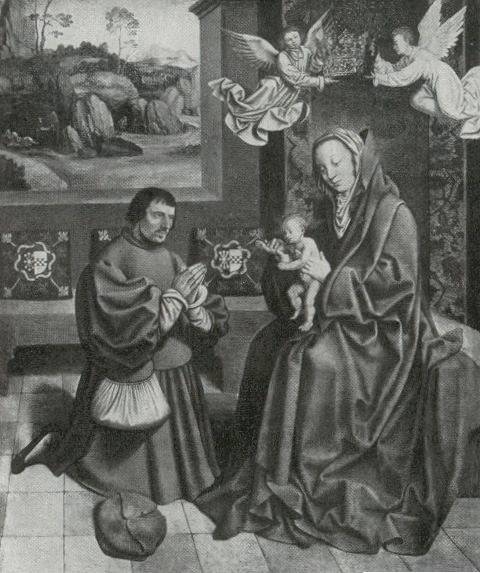
Johann III.

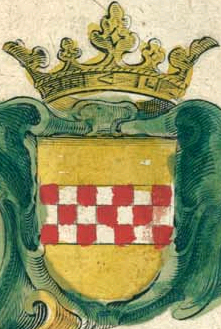
Wappen der Grafschaft Mark

### Haus Berg-Altena
Grafen von Berg-Altena
- 1160–1180 Eberhard I., Stammvater der Häuser Mark und Isenberg

Grafen von der Mark, Altena und Krickenbeck
- 1180–1198 Friedrich, erwarb die Mark nach 1180.
- 1198–1249 Adolf I., verkaufte das mütterliche Erbe Krickenbeck im Jahr 1243 an den Schwager Otto Graf von Geldern. Gilt als Begründer des Hauses Mark.

### Haus Mark
Grafen von der Mark (Altena ging 1262 endgültig in Mark auf)
- 1249–1277 Engelbert I.
- 1277–1308 Eberhard I.
- 1308–1328 Engelbert II., erbte die Grafschaft Arenberg und teilte bei seinem Tod das Erbe zwischen seinen Söhnen Adolf II. und Eberhard. Dieser wurde der zweite Graf von der Marck-Arenberg und begründete diese neue Seitenlinie.
- 1328–1346 Adolf II.
- 1346–1391 Engelbert III. vererbte Mark an seinen jüngeren Bruder Adolf III. von der Mark, der bereits dem letzten Grafen von Kleve nachgefolgt war und dafür das Erzbistum Köln abgelegt hatte.

Grafen von Kleve, der Viergrafen des Reiches und Grafen von der Mark
- 1391–1393 Adolf III., vormals Bischof von Münster und Elekt von Köln, Graf von Kleve
- 1393–1398 Dietrich

Herzöge von Kleve (ab 1417) und Grafen von der Mark
- 1398–1448 Adolf IV.
- 1437–1461 Gerhard, Graf von der Mark zu Hamm, Graf zur Mark (nur Regent in der Grafschaft, durfte den Titel Graf von der Mark nur mit Zusatz zu Hamm führen.)
- 1448–1481 Johann I.
- 1481–1521 Johann II., der Fromme

Herzöge von Jülich, Berg und Kleve, Grafen von der Mark und von Ravensberg
- 1521–1539 Johann III., der Friedfertige
- 1539–1592 Wilhelm V., der Reiche; auch Herzog von Geldern (1538–1543)
- 1592–1609 Johann Wilhelm, der Gute; vormals Bischof von Münster, starb ohne Kinder und geistig umnachtet

### Haus Hohenzollern
- 1609–1619 Johann Sigismund
- 1619–1640 Georg Wilhelm
- 1640–1688 Friedrich Wilhelm, genannt der Große Kurfürst
- 1688–1713 Friedrich III./I., Kurfürst und Markgraf von Brandenburg, ab 1701 König in Preußen
- 1713–1740 Friedrich Wilhelm I., König in Preußen, Kurfürst und Markgraf von Brandenburg, genannt „der Soldatenkönig“
- 1740–1786 Friedrich II. König in Preußen, Kurfürst und Markgraf von Brandenburg, ab 1772 König von Preußen, genannt Friedrich der Große oder volkstümlich „der Alte Fritz“
- 1786–1797 Friedrich Wilhelm II., König von Preußen, genannt „der dicke Lüderjahn“ (Bedeutung: „Taugenichts“)
- 1797–1840 Friedrich Wilhelm III., König von Preußen
- 1840–1861 Friedrich Wilhelm IV., König von Preußen (aus Krankheitsgründen übergab er die Regentschaft am 7. Oktober 1858 an seinen Bruder Wilhelm I.)
- 1861–1888 Wilhelm I., ab 1858 Regent, ab 1861 König von Preußen und ab 1871 erster Kaiser des Deutschen Reiches
- 1888–1888 Friedrich III., König von Preußen und Deutscher Kaiser, der „99-Tage-Kaiser“
- 1888–1918 Wilhelm II. letzter König von Preußen und letzter deutscher Kaiser sowie Graf von der Mark

## Wappen
Das Wappen der Grafschaft trägt einen aus drei silbernen und roten Schachreihen bestehenden Querbalken, den märkischen Schachbrettbalken, auf gelb-goldenem Grund. Es ist heute Wappen der Stadt Hamm. Des Weiteren taucht der Schachbrettbalken im Kreiswappen und in allen Wappen der Gemeinden des Märkischen Kreises, außer den Städten Balve und Menden (die nicht zur Grafschaft Mark gehörten), sowie in den Wappen des Kreises Unna, des Ennepe-Ruhr-Kreises, des Oberbergischen Kreises und weiterer Kommunen der Region auf.

## Karten vom 13. Jh. bis 1791

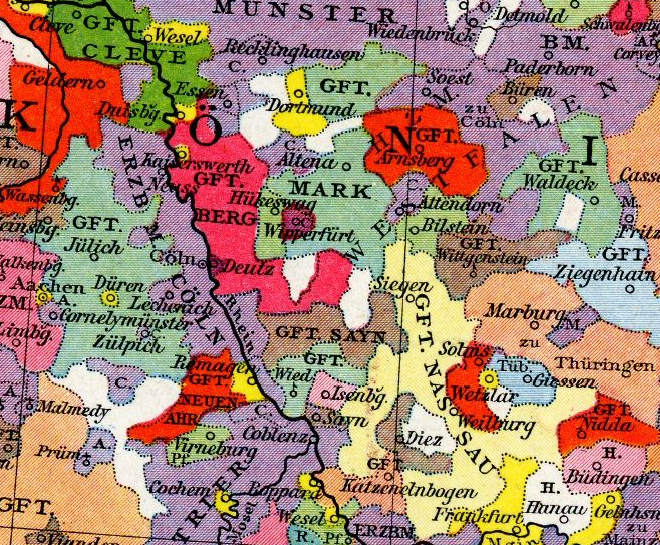
13. Jahrhundert
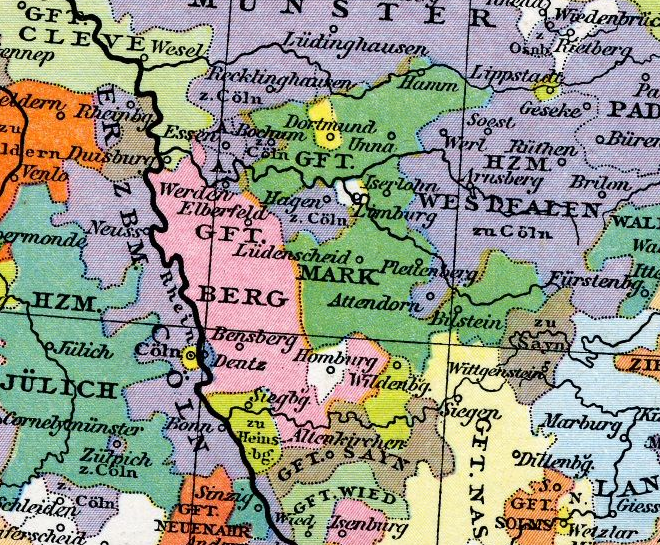
14. Jahrhundert nach Gustav Droysen, 1886
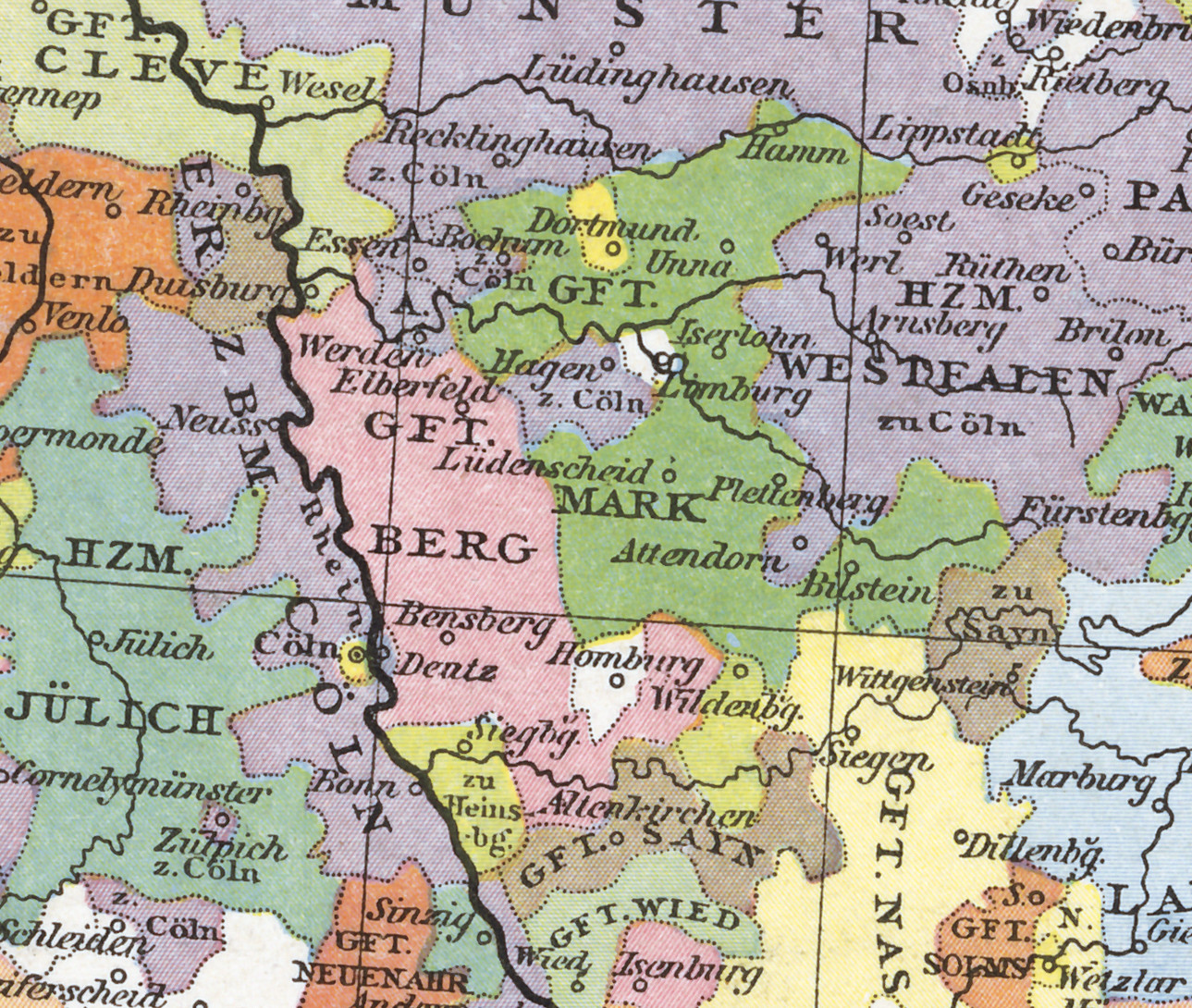
15. Jahrhundert nach Gustav Droysen, 1886
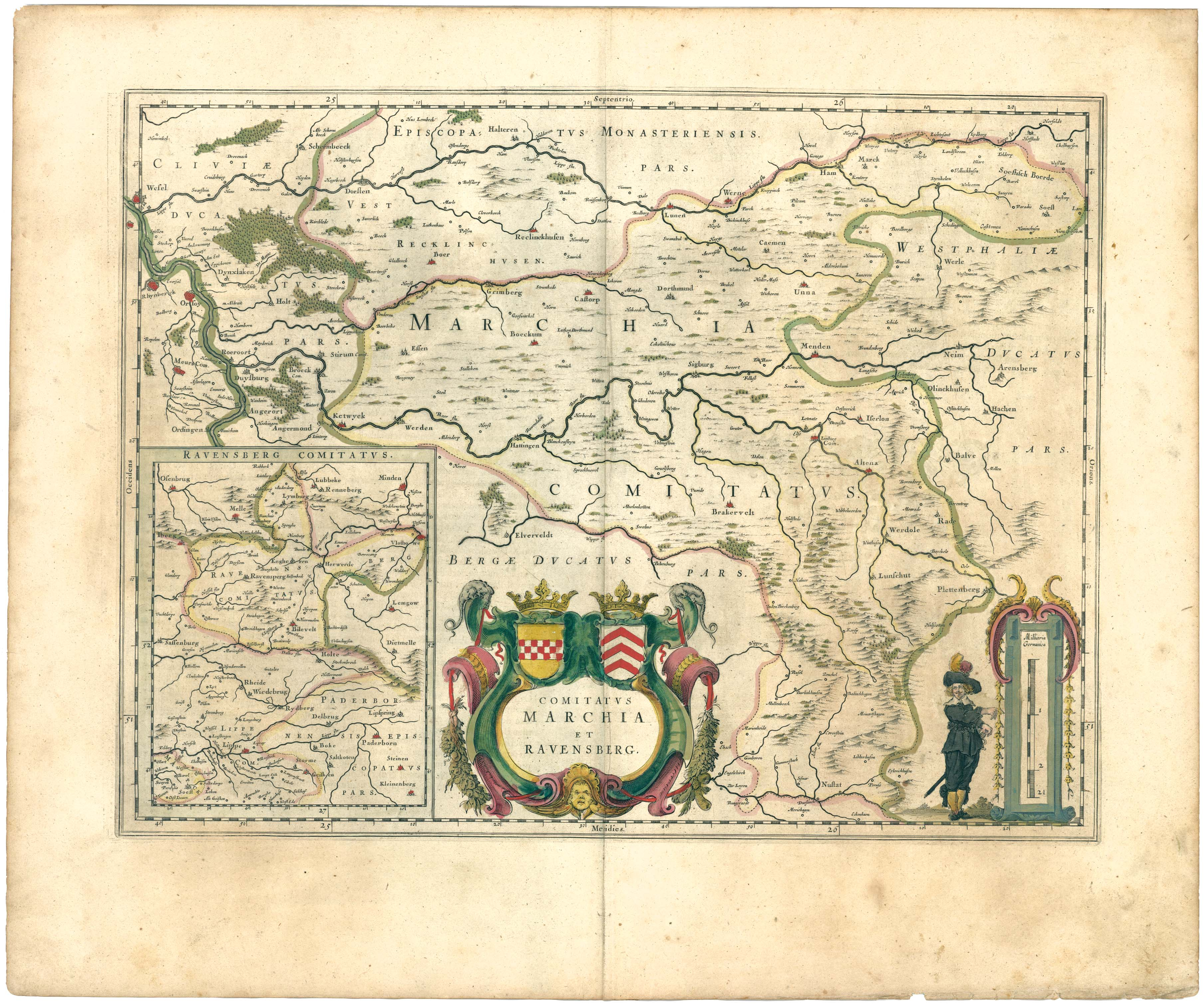
Blaeu, 1645
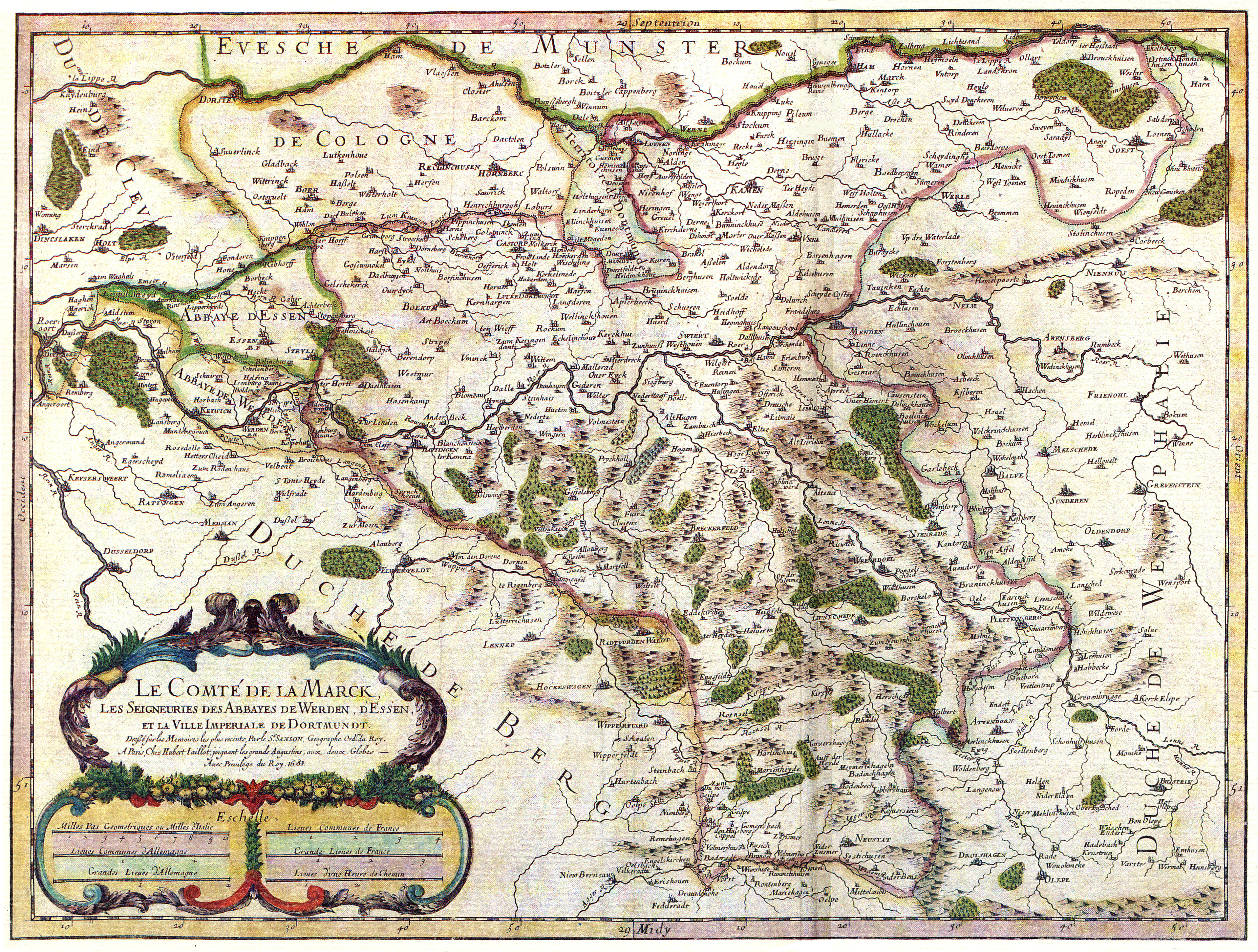
Grafschaft Mark, 1681, Nicolas Sanson
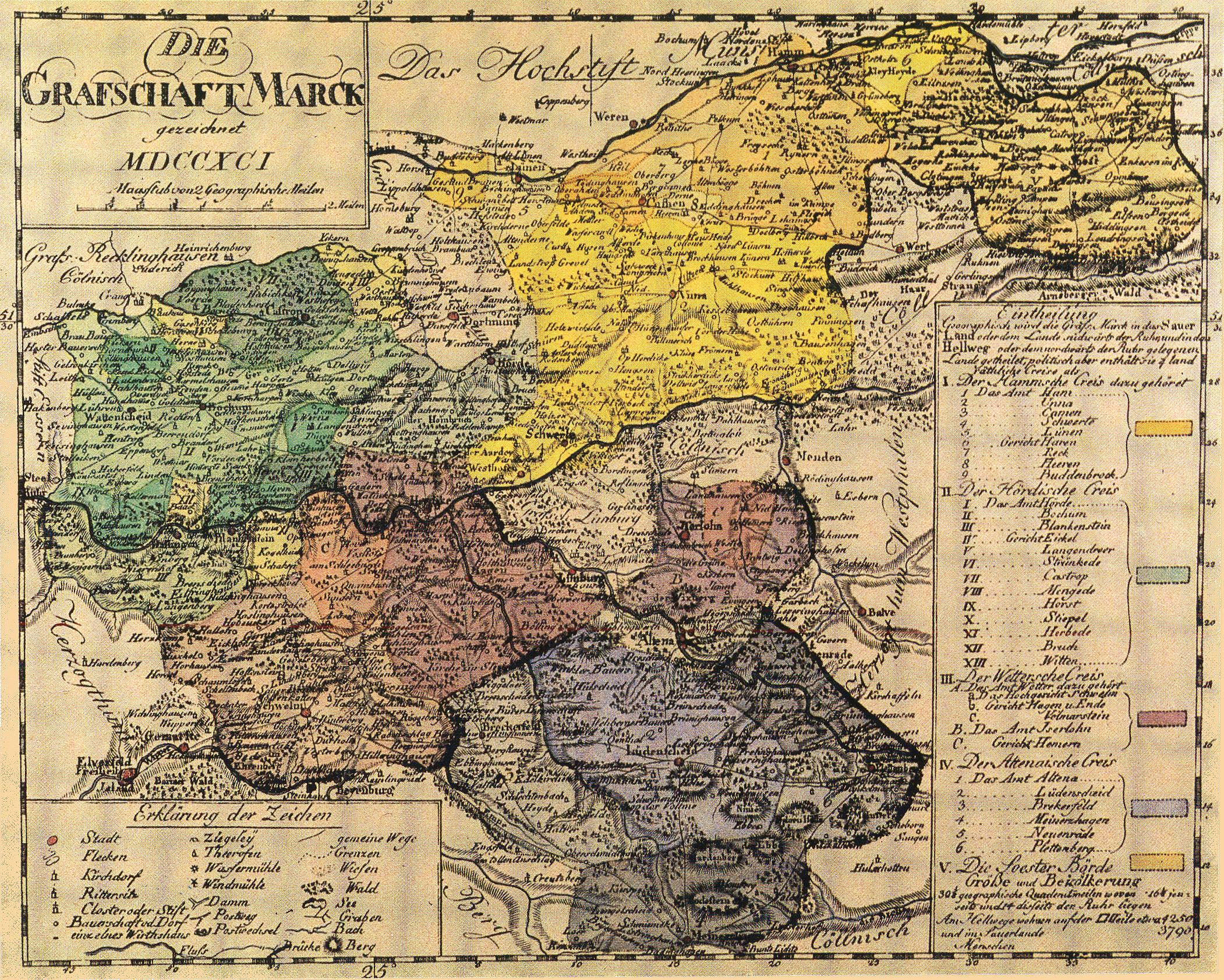
Grafschaft Mark, 1791, Friedrich Christoph Müller
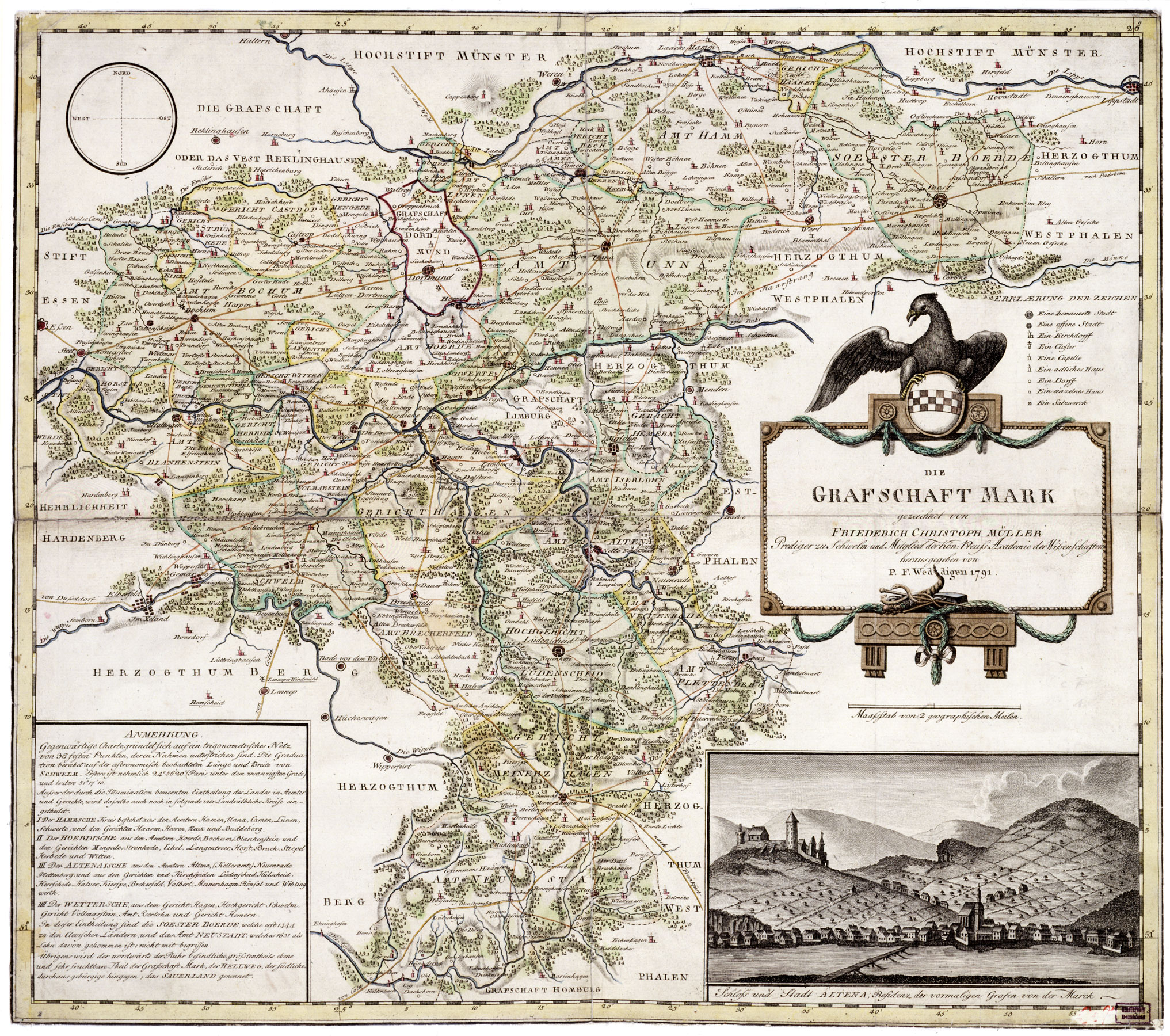
Grafschaft Mark, 1791, Friedrich Christoph Müller